# Jilson Bango
Jilson Luis Antonio Bango (nacido el 6 de enero de 1999) es un jugador de baloncesto angoleño que pertenece a la plantilla del Fenerbahce de la liga turca. Mide 2,08 metros de altura y ocupa la posición de pívot.

## Trayectoria
Es un baloncestista formado en el C.D. Marinha de Guerra de su país natal en el que jugó una temporada, antes de firmar en 2019 por el Primeiro de Agosto, donde jugó durante tres temporadas. Fue nombrado MVP de la temporada regular de la Liga Angoleña de Baloncesto durante dos temporadas consecutivas (2021 y 2022). Bango también lideró la liga en rebotes en 2021.
El 9 de septiembre de 2022, Bango firmó un contrato de tres años con el Basketball Löwen Braunschweig de la Basketball Bundesliga.
El 25 de mayo de 2024, firma por el Casademont Zaragoza de la Liga Endesa. Tras promediar 13,9 puntos y 5,6 rebotes por partido, llamó la atención de los grandes equipos europeos, y el 3 de febrero se confirma su fichaje por el Fenerbahçe de la BSL turca.

### Internacional
A nivel internacional, Bango representa a la Selección de baloncesto de Angola. Jugó con Angola en FIBA AfroCan 2019 y FIBA AfroBasket 2021, donde promedió 9,6 puntos y 9,6 rebotes como pívot titular del equipo.